# Teriaca
La teriàca (dal greco θηριακή thēriakḗ, cioè antidoto, oppure secondo alcuni dal sanscrito táraca, dove tár significa "salva"), o triaca, è un preparato farmaceutico dalle supposte virtù miracolose, di origine antichissima. Sebbene con molte variazioni di ricetta, questo elettuario è stato utilizzato per secoli, addirittura fino all'inizio del XX secolo. Secondo l'attuale terminologia, la Teriaca dovrebbe definirsi un "polifarmaco”, forse il primo e più antico: viene indicata come capace di combattere i “veleni” prodotti nell’organismo umano dalle malattie, di alleviare i “fastidi” dello stomaco, della testa, della vista, dell’udito, di conciliare il sonno, di rinvigorire e allungare la vita. Probabilmente i Romani la ripresero partendo dall'antidoto universale di Mitridate.

## Storia
L’origine della Teriaca risale probabilmente al 50 a.C. Mitridate VI Eupatore re del Ponto, vissuto tra il 132 a.C. ed il 63 a.C., sembra fosse un appassionato di medicina nonché ossessionato dalla possibilità, peraltro non troppo remota, di morire avvelenato. Decise allora con l’aiuto del suo medico Crateva di mettere a punto un farmaco che lo potesse preservare da ogni sorta di avvelenamento, nacque così il Mitridiato o la "Mitridatis theriaca" (come la chiamerà Galeno). Secondo le testimonianze dei medici Romani, Mitridate aveva l'abitudine di assumere ogni giorno questa miscela per combattere l'ossessione di essere avvelenato; tuttavia l'uso prolungato della sostanza determina un’assuefazione verso alcuni componenti del composto, che da lui prende il nome di “mitridatismo”. Come narrano le testimonianze storiche, sembra che proprio a causa di questa sua abitudine, Mitridate per non cadere nelle mani del nemico quando le legioni romane di Pompeo sconfiggono le sue milizie, non usa il veleno, ritenendolo inefficace, ma ricorre alla spada. Pompeo oltre ad impossessarsi delle terre del Re del Ponto, fece convergere nel mondo latino anche le tradizioni e le conoscenze mediche, incluso il prontuario farmaceutico contenente la formula del Mithridatium che compare a Roma, tradotto in lingua latina, dallo storico Pompeo Leneo.

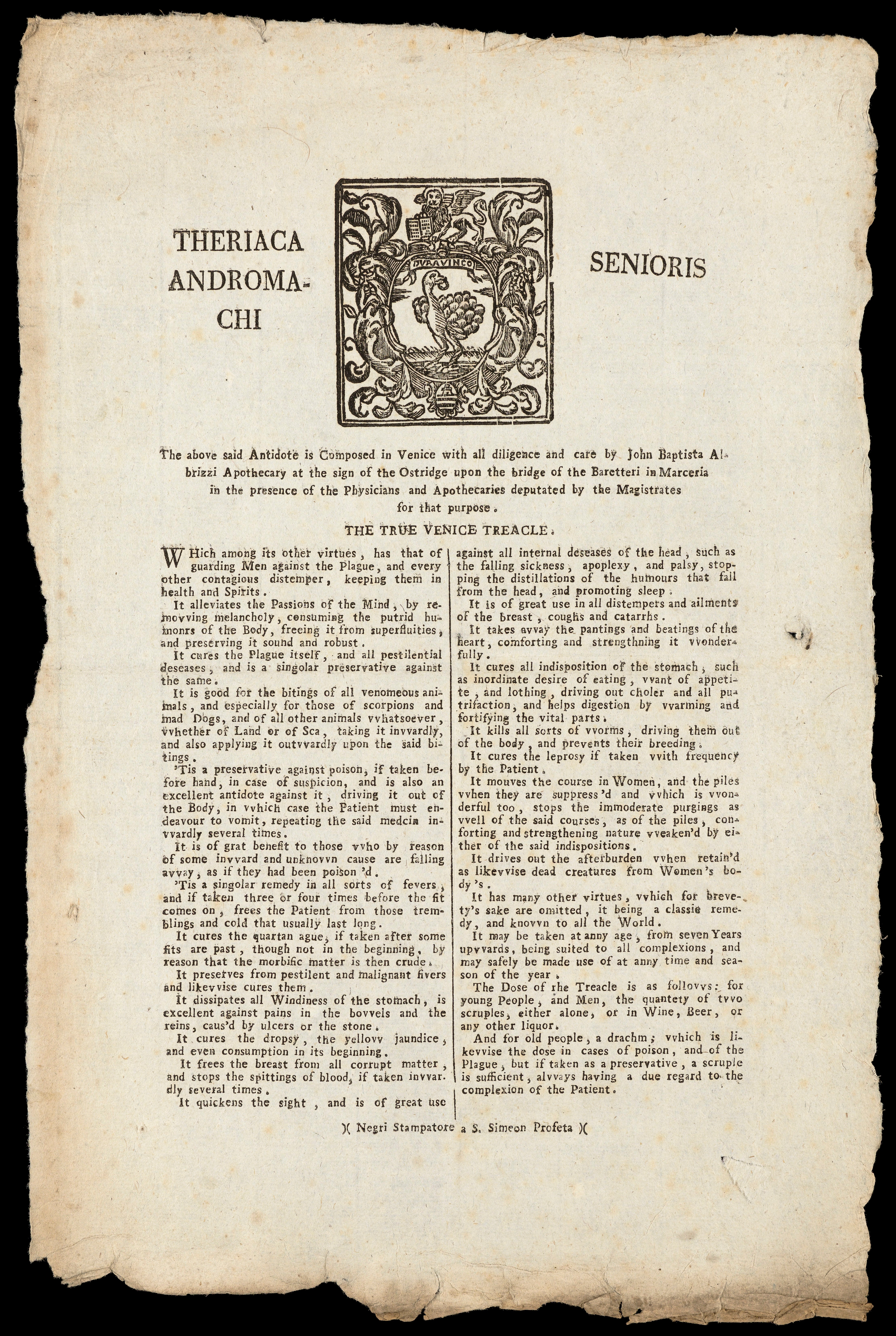
La Teriaca di Andromaco.

La nascita della Teriaca così come è nota oggi risale a circa cent'anni più tardi, ad una rivisitazione della mistura di Crateva da parte di Andromaco, medico alla corte di Nerone, il quale descrisse le virtù e la composizione del suo nuovo farmaco in un poema elegiaco di 174 versi dedicato al suo imperatore. Andromaco Il Vecchio sviluppò la Teriaca aggiungendo della carne di vipera, (Vipera Coluber L.), precorrendo il principio del simila similibus secondo il quale ciò che genera il male (la vipera e il suo veleno) è anche in grado di curarlo. In questo modo potenziò l’attività del farmaco e rese l’uomo protetto anche dagli avvelenamenti che potevano derivare da altri animali. La formula dell'antidotario non passò inosservata neppure a uno dei più rappresentativi medici dell'antichità, Claudio Galeno, che consigliò l'assunzione giornaliera della sostanza all'imperatore Marco Aurelio, definendola "tranquilla", in quanto rende l'uomo tranquillo da ogni sorta di avvelenamento.
Con la deposizione di Romolo Augusto, il 4 settembre del 476 d.C., Odoacre pone fine all'Impero Romano d'Occidente, mentre in Italia le guerre e le epidemie devastano la popolazione; d'altra parte, fiorisce nello stesso periodo l’Impero Romano d’Oriente sotto il governo di Giustiniano: Costantinopoli diventa in breve tempo il centro della religione cattolica. Proprio a causa dei dissidi tra i più intransigenti cattolici con gli studiosi e i medici che si erano formati grazie alla filosofia ellenistica, quest'ultimi furono additati come eretici e costretti a fuggire in Mesopotamia, dove diffusero la pratica dell'Alchimia, le teorie di Ippocrate, di Galeno e il formulario della Teriaca.
Grazie alla traduzione dei formulari dal greco al siriaco, le teorie mediche del mondo classico vennero assorbite da quello arabo e la stessa Teriaca venne tenuta in grandissima considerazione nella medicina araba. A seguito delle conquiste islamiche di alcune città europee come Siviglia, Cordova, Toledo, Nîmes e Carcassonne, la medicina occidentale uscì dai conventi e l’uso della Teriaca venne reintrodotto in Europa da studiosi e medici come Mesuè Il Vecchio e Avicenna.
Le nuove rielaborazioni in campo medico confluiranno nella nascita della Scuola Medica Salernitana e in Francia, precisamente nella città di Arles, inizierà il processo di riconoscimento degli speziali o farmacisti e il loro progressivo differenziamento dai medici. In concomitanza con l’accresciuta considerazione degli speziali, si ebbe l’esigenza di rendere più uniforme e sicura la preparazione dei medicinali: a partire dalla pubblicazione del Ricettario Fiorentino (1498), si diffusero a macchia d’olio nelle maggiori città europee gli Antidotari a carattere ufficiale.

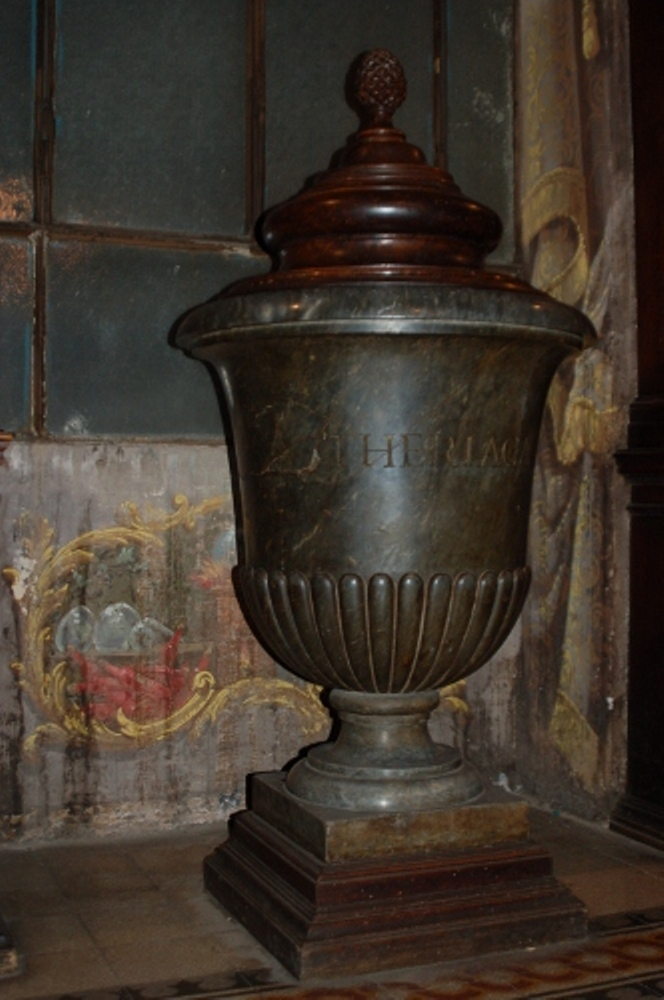
Vaso Theriaca, Antica Spezieria di Santa Maria della Scala, Roma.

Naturalmente la Teriaca conobbe fama e prosperità nell’ambiente delle maggiori farmacopee del tempo, tanto da essere considerato il farmaco “principe” dagli stessi alchimisti, che la portarono all’apice della diffusione tra il XVI ed il XVII secolo. Nel 1600 la Teriaca veniva preparata pubblicamente, davanti a molti spettatori, i quali pretendevano di prendere diretta visione dello stato di tutti i componenti naturali e delle fasi di preparazione: il business di questa “panacea” naturale si impose come una delle principali fonti di reddito per gli Stati Italiani.
Dalla metà del XVI secolo si sviluppa una nuova figura di speziale, del tutto diverso dai suoi predecessori, quella dello speziale-chimico: il capostipite di questa nuova figura è Nicolas Lémery. A questo grande medico e farmacista si deve la stesura della “Farmacopea Universale”, pubblicata a Parigi nel 1697. È l’inizio della fine della larga fama che la Teriaca aveva conquistato nei secoli in tutta Europa, nonché la fine dell’Alchimia stessa, che porta alla nascita della Chimica. I farmacisti, a differenza degli speziali, si mostrano interessati allo studio della molecola che conferisce alla droga naturale il suo particolare potere curativo, in modo da manipolare la natura al fine di attuare agevolmente le loro reazioni chimiche. I "nuovi" farmacisti non possono più dar credito ad un farmaco obsoleto e d'antica formulazione come la Teriaca: così già alla fine del XVII secolo nelle principali farmacopee scompare la vecchia formula di Andromaco per lasciare posto alla Teriaca detta "Riformata".
Se questo antico farmaco inizia a non essere più apprezzato dai farmacisti professionisti, il suo utilizzo resta pressoché inalterato tra la gente comune, che continua ad assumerlo regolarmente, e la sua produzione si radica in alcuni Stati del Meridione d'Italia dove i medici che si erano formati nella "vecchia" scuola continuano a prescriverlo. La produzione della Teriaca diventa un vero affare economico nel Regno di Napoli, dove Re Ferdinando IV Borbone proclama, nel 1779, il monopolio di stato con l'obiettivo di salvaguardare la salute pubblica dalle contraffazioni: la preparazione della Teriaca viene affidata alla Reale Accademia di Scienze e Belle Lettere e tutti i farmacisti del regno dovevano obbligatoriamente acquistarne una quantità minima di mezza libbra l’anno. Comunque la popolazione e i medici continuarono a farne discreto uso fino al 1906, anno in cui venne prodotto l'ultimo lotto.

### Dispute sulla Teriaca nella Bologna del XVI secolo

#### La disputa con il Collegio dei Medici (1554)
Nel corso dei secoli le dispute circa la famosissima panacea di tutti i mali, la Teriaca appunto, coinvolsero speziali, alchimisti, farmacisti, chimici, medici e presunti tali: i diverbi relativi alla tecnica di preparazione della mistura e allo stato degli ingredienti che venivano adoperati furono al centro dell'attenzione pubblica e giuridica delle principali città italiane.

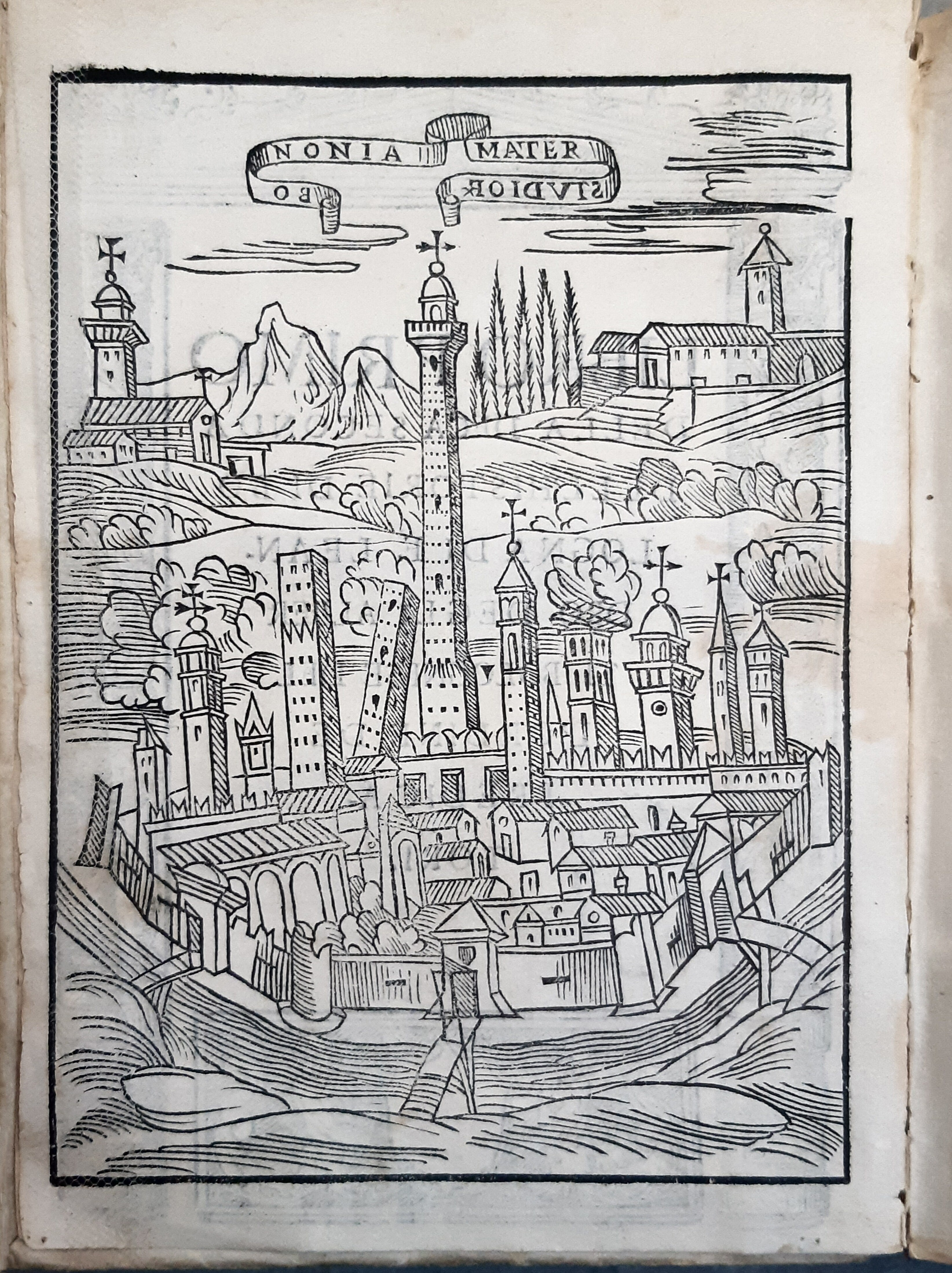
Raffigurazione della Bologna cinquecentesca.

Degni di nota sono i diverbi sorti nella Bologna cinquecentesca tra Ulisse Aldrovandi e gli speziali, che coinvolsero in modo particolare diverse autorità: il Collegio dei Medici, il Protomedicato, gli speziali e il Governo della Città. I primi screzi furono dovuti alla convinzione, non completamente verificata dal punto di vista scientifico, di Aldrovandi, che la Teriaca, insieme a molti altri farmaci, presentasse dei difetti nelle modalità di produzione. Aldrovandi chiedeva che il Governo della città prestasse maggiore attenzione alla salute dei suoi cittadini e per questo motivo riteneva indispensabili: l’istituzione del Protomedicato, la stesura di un ricettario dei medicamenti e l’apertura di un orto botanico in città. D'altra parte il Collegio non fu propenso a fiancheggiare le nuove proposte, al contrario si oppose a quella che sembrava essere una prevaricazione del prestigio e dell'autorità dei suoi membri. Alla fine le due autorità riuscirono a trovare un accordo: il Collegio diede il suo benestare alla stesura di un nuovo ricettario con la partecipazione di due protomedici, scelti dallo stesso ogni tre mesi, affiancati da Ulisse Aldrovandi e Fabrizio Garzoni, scelti dal Senato.
Un'altra lite scoppiò nel 1574, anno della fine della stesura dell'antidotario: Aldrovandi, nello scrivere le dedicatorie del Senato e degli speziali, pose la sua firma alla fine del verso dedicato al Collegio dei Medici, causandone l'ira. La controversia si risolse con la dedicatoria al Senato firmata dal Collegio e quella agli speziali firmata dall’Aldrovandi.

#### La disputa con gli speziali: la Teriaca di S. Salvatore (1574)
Le incomprensioni dell'Androvandi con gli speziali non si fecero attendere: nel 1574, compose la Teriaca presso il convento di S. Salvatore e vi introdusse due nuovi ingredienti assicurando di aver trovato il vero Costo e il vero Amomo. Gli speziali si sentirono colpiti nella loro autorità e cercarono di convincere il Collegio a sospendere la produzione del medicamento in quanto ritenevano inaccettabili le nuove introduzioni.
Il naturalista si difese prontamente:
Nonostante gli speziali tentassero ripetutamente di ostacolare il naturalista e il medicamento da questo prodotto, grazie a tutte le dimostrazione addotte dall'Androvandi, il Collegio reputò la Teriaca di San Salvatore "bonissima e perfettissima" e ne dispose la vendita.

## Preparazione
Numerose sono le differenze nella composizione della Teriaca tra uno stato ed un altro e ciò è dovuto principalmente a delle differenze di traduzione delle varie opere farmacologiche del passato. Studiando le formule si nota che nella maggior parte di esse la Teriaca è suddivisa in sei compartimenti di elementi caratterizzati dallo stesso peso e raggruppati in base alla quantità che hanno nella formula. Il numero di componenti in ciascun compartimento è uguale in tutti i ricettari ad eccezione di quello negli ultimi tre. Infatti nel primo compartimento vi sono sempre i Troscici di scilla, nel secondo sempre quattro componenti (fra i quali si evidenziano i Troscici di vipera e quelli di Hedicroi) e nel terzo otto, escluse Siena, Bologna e Milano che ne mettono sette. Il numero totale dei componenti quindi varia e non è identico in tutti i formulari; la Teriaca più ricca è quella dell'Antidotario Mantovano con 65 componenti mentre quella più povera è descritta nella Farmacopea Universale di Lémery con soli 56 elementi. Tutte le altre variano da 60 a 61 (escludendo il vino ed il miele, non ritenuti di fondamentale importanza da un punto di vista farmaceutico). Segue il ricettario di Andromaco il Vecchio, noto per testimonianza di Galeno:
| Classe I            | Classe II          | Classe III                                                            | Classe IV                                            | Classe V                                | Classe VI                                  | Classe VII                                      |
| ------------------- | ------------------ | --------------------------------------------------------------------- | ---------------------------------------------------- | --------------------------------------- | ------------------------------------------ | ----------------------------------------------- |
| Troscici scillitici | Troscici di vipera | Foglie di rose rosse                                                  | Mirra trogloditica                                   | Teucrium polium montano                 | Castoreo pontico                           | Oppio Tebaico (Oppio egiziano)                  |
|                     | Pepe lungo         | Iride illirica (Giaggiolo illirico)                                   | Costo odorato                                        | Iva artetica                            | Aristologia lunga                          | Succhio (succo) di Liquirizia                   |
|                     | Troscici hedicroi  | Semi di napi                                                          | Croco ottimo                                         | Amomo                                   | Semi di daneo                              | Opobalsamo, ovvero Oglio (olio) di noce moscata |
|                     |                    | Scordeo cretico                                                       | Cassia lignea                                        | Meo athamantico (finocchiello)          | Opoponago (opopanide, opoponaco, opoponax) | Storace calaminta (storace solido)              |
|                     |                    | Canella eletta                                                        | Nardo indico                                         | Nardo celtico                           | Centaurea minore                           | Calcitide                                       |
|                     |                    | Agarico bianchissimo (Laricifomes officinalis, Polyporus officinalis) | Squinanto (Cymbopogon schoenanthus)                  | Fu' pontico (Valeriana phu)             |                                            | Succhio d'hipocistide (Succo d'ipocisto)        |
|                     |                    |                                                                       | Incenso                                              | Camedri cretico (Camedrio cretico)      |                                            | Terra Lemnia                                    |
|                     |                    |                                                                       | Pepe nero                                            | Foglio indo                             |                                            | Succhio d'acacia (succo d'acacia)               |
|                     |                    |                                                                       | Dittamo cretico                                      | Radice di genziana                      |                                            | Serapino                                        |
|                     |                    |                                                                       | Marubio cretico                                      | Semi d'aniso                            |                                            | Bitume giudaico                                 |
|                     |                    |                                                                       | Rapontico ottimo                                     | Frutti di balsamo                       |                                            | Galbano puro                                    |
|                     |                    |                                                                       | Steccade (Stecade)                                   | Semi di finocchio cretico               |                                            | Mele spumato                                    |
|                     |                    |                                                                       | Semi di petroselo Maced. (Semi di prezzemolo Maced.) | Cardamomo indico                        |                                            | Malvasia Bianca di Candia                       |
|                     |                    |                                                                       | Calaminta montana (Mentuccia maggiore)               | Sesseli di Marsiglia (Seseli tortuosum) |                                            |                                                 |
|                     |                    |                                                                       | Zenzero ottimo                                       | Semi di thlaspi (Semi d'erba storna)    |                                            |                                                 |
|                     |                    |                                                                       | Radice di pentafilo                                  | Cime d'hiperico (Cime d'iperico)        |                                            |                                                 |
|                     |                    |                                                                       |                                                      | Gomma arabica                           |                                            |                                                 |
|                     |                    |                                                                       |                                                      | Ammi cretico (Visnaga cretica)          |                                            |                                                 |

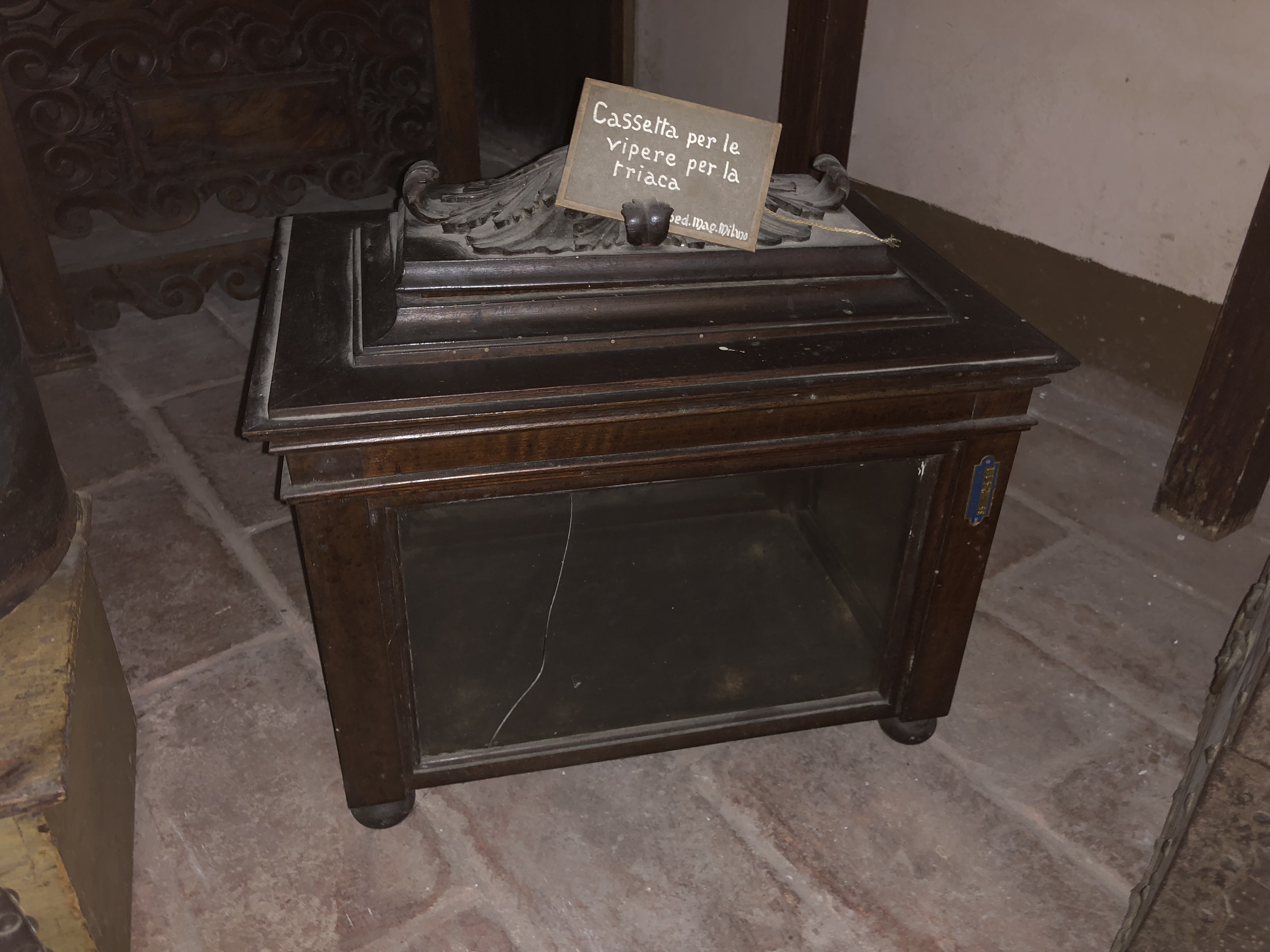
Contenitore per le vipere impiegate nella preparazione della Teriaca.

Nel suo ricettario Andromaco fornisce, di seguito alla tabella degli ingredienti, indicazioni sulla preparazione del composto:
Numerose furono le obiezioni riguardo all'uso della vipera, soprattutto perché si aveva il timore che il composto dotato della sua carne (e presumibilmente del veleno) potesse nuocere all'organismo anziché curarlo. In realtà, come si poté vedere nel corso della preparazione, si mozzavano coda e testa quattro dita sotto l'attaccatura del capo in modo tale da scartare la zona delle ghiandole velenose. Inoltre, il Maranta ci informa che la scelta di Andromaco riguardo all'uso della vipera era fondata "sopra grandissima ragione" perché essa, rispetto ad altri serpenti (facendo l'esempio del basilisco che "avvelenava solo col suo sibilo") era la meno velenosa e tra l'altro la parte di maggior pericolosità (appunto le ghiandole velenose) sarebbero state estratte. Curiosa è anche la presenza dei testicoli di castoro, chiaramente indicati nel testo galenico ma di cui non è specificata l'utilità farmacologica. Dal Charas si apprende solo che:
Gli abiti curati e variopinti dei preparatori erano degni della miglior comunicazione di massa. I pestatori vestivano una giubba di color bianco, braghe rosse, sciarpa gialla e un berretto celeste bordato di giallo con una piuma, i setacciatori avevano una giubba azzurra. Durante la lunga lavorazione venivano distribuite abbondanti merende con pane, vino e soppressa e alla fine, come compenso, anche un vasetto di Teriaca.

### Letteratura e teatro
Il cadenzato e festoso rumore della lavorazione era accompagnato dal canto di alcune strofe in cui si evidenziava non solo l'uso diffuso di questo farmaco, ma anche la sua efficacia in "più d'un morbo che molesta":
meglio è tacerne assai che dirne pocho

per veleni, per flati e mille mali

la triaca g'ha el primo in sti canali.»
La teatralità dell'operazione era ancora viva nel 1850 quando il suo ricordo ispirò l'apertura dell'Opera buffa "Crispino e la comare". La prima scena si apre davanti a una spezieria dove i facchini cantano:
la Teriaca qui si fa.

Più d'un morbo che molesta

per tal farmaco sen va.»

### La Teriaca oggi
Prima del recente avvento del S.I. delle misure (intorno al XVIII secolo) tra i vari paesi non vi era uniformità dei pesi e di conseguenza, con l'introduzione del Chilogrammo e della sua diffusione in tutta Europa, i farmacisti si trovarono di fronte alla difficoltà di rapportare le vecchie misure di peso e volume con le nuove. Segue la formula rivisitata in chiave moderna pur nel rispetto delle droghe e delle quantità utilizzate in passato:
| Drimia maritima L.          | 128,256 grammi | Piper nigrum L.               | 16,032 grammi | Terra dell'isola di Lenno                         | 10,688 grammi | Athamanta cretensis       | 5,344 grammi |
| Vipera Coluber L.           | 64,128 grammi  | Boswellia sacra oleoresina    | 16,032 grammi | Cinnamomum tamala L.                              | 10,688 grammi | Opopanax chironium        | 5,344 grammi |
| Piper longum L.             | 64,128 grammi  | Origanum dictamnus L.         | 16,032 grammi | CaCO₃ calcinato                                   | 10,688 grammi | Centaurea erythraea Rafn. | 5,344 grammi |
| Hedicroi                    | 64,128 grammi  | Rheum rhaponticum L.          | 16,032 grammi | Gentiana lutea L.                                 | 10,688 grammi | Ferula gommosa Boiss.     | 5,344 grammi |
| Oppio                       | 64,128 grammi  | Lavandula stoechas L.         | 16,032 grammi | Gomma arabica                                     | 10,688 grammi | Vino falerio              | 801,6 grammi |
| Rosa gallica L.             | 32,064 grammi  | Marrubium vulgare L.          | 16,032 grammi | Cystinus hypocistis L. sugo                       | 10,688 grammi | Miele depurato            | Quanto basta |
| Iris florentina L.          | 32,064 grammi  | Athamanta macedonica L.       | 16,032 grammi | Commiphora gileadensis frutto                     | 10,688 grammi |                           |              |
| Glycyrrhiza sugo            | 32,064 grammi  | Calamintha sylvatica          | 16,032 grammi | Pimpinella anisum L.                              | 10,688 grammi |                           |              |
| Brassica rapa semi          | 32,064 grammi  | Pistacia terebintus L. resina | 16,032 grammi | Tordylium officinale L.                           | 10,688 grammi |                           |              |
| Teucrium scordium L.        | 32,064 grammi  | Zingiber officinale           | 16,032 grammi | Amomum cardamomum                                 | 10,688 grammi |                           |              |
| Commiphora gileandesis      | 32,064 grammi  | Potentilla reptans            | 10,688 grammi | Foeniculum vulgare Mill.                          | 10,688 grammi |                           |              |
| Cinnamomum zeylanicum       | 32,064 grammi  | Polio montano                 | 10,688 grammi | Mimosa nicotica L. sugo                           | 10,688 grammi |                           |              |
| Polyporus officinalis Fries | 32,064 grammi  | Ajuga L.                      | 10,688 grammi | Thlaspi arvense L.                                | 10,688 grammi |                           |              |
| Commiphora myrrha           | 16,032 rammi   | Valeriana celtica             | 10,688 grammi | Hypericum perforatum L.                           | 10,688 grammi |                           |              |
| Saussurea appa              | 16,032 grammi  | Elettaria repens              | 10,688 grammi | Ammi majus L.                                     | 10,688 grammi |                           |              |
| Crocus sativus              | 16,032 grammi  | Styrax benzoin resina         | 10,688 grammi | Ferula L.                                         | 5,344 grammi  |                           |              |
| Laurus cassia L.            | 16,032 grammi  | Passiflora L.                 | 10,688 grammi | Sugo delle ghiandole prepuziali di castoro        | 5,344 grammi  |                           |              |
| Nardostachys jatamansi      | 16,032 grammi  | Teucrium chamaedrys L.        | 10,688 grammi | Aristolochia tenue                                | 5,344 grammi  |                           |              |
| Andropogon schoenanthus L.  | 16,032 grammi  | Valeriana officinale          | 10,688 grammi | Miscela di bitume, argilla, essenza di Trementina | 5,344 grammi  |                           |              |

Al giorno d'oggi, seppur raramente, si ritrova l'uso della cosiddetta "Acqua teriacale"  (principalmente contro vermi o come corroborante) ottenuta distillando: acetosella, ruta, scordio e cardo benedetto in acqua con l'aggiunta finale della teriaca.